# 碎屑

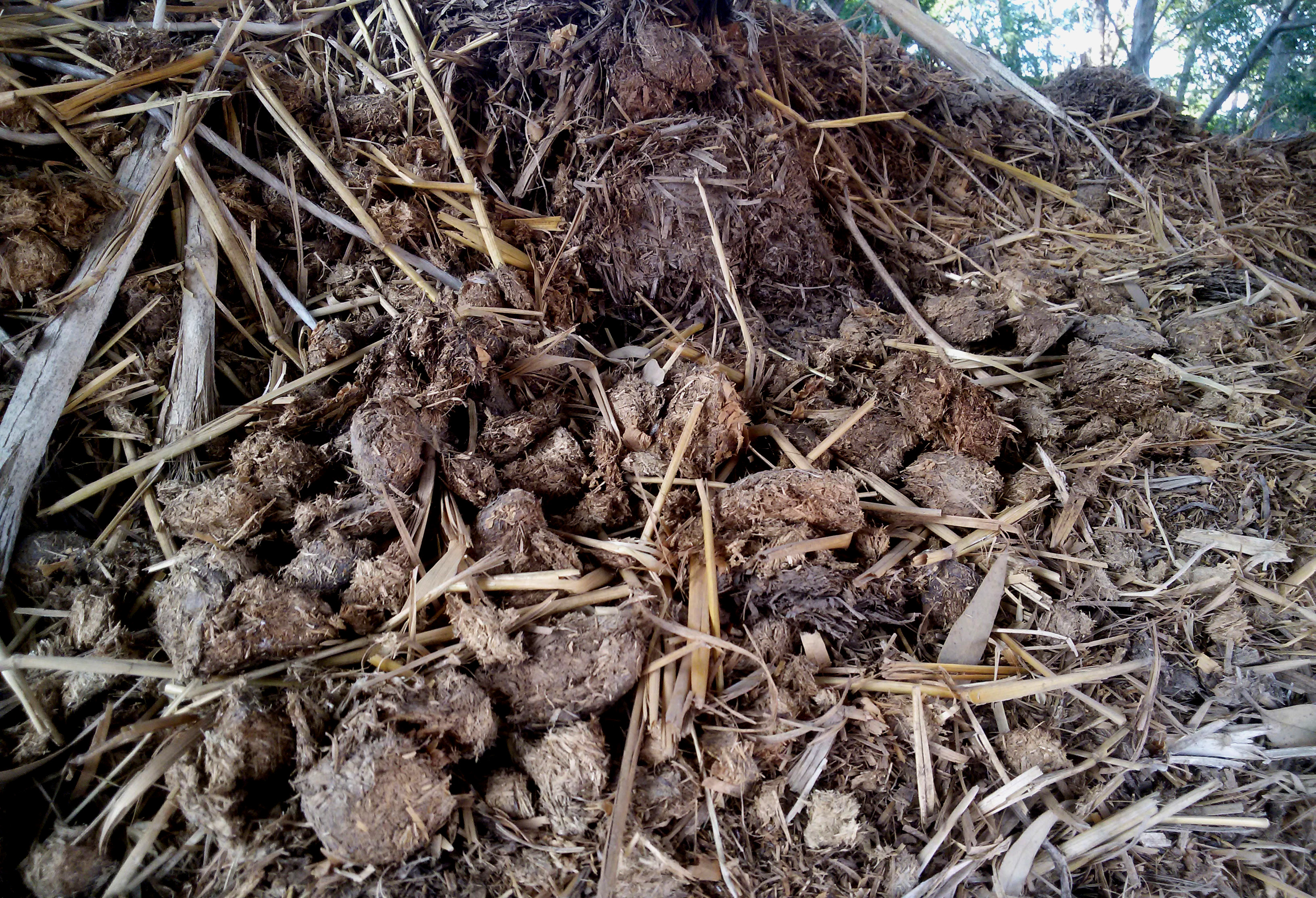
馬糞便和乾草聚積在該地地面時，就成了可被生物分解的碎屑。在農業這些碎屑可利用成有機肥（Manure）。

在生物學，碎屑（英语：Detritus）是死亡生物、生物活動或有機物加工處理產生的有機物體。與已溶解的有機物質不同，碎屑通常包括死亡生物的屍體、屍體碎片，生物活動產生殘留物、物質痕跡及糞便，有機物及植物產品加工後殘留的不必要的部分、植物的落葉、殘枝、果實碎片，及生物食用後的殘留物。碎屑通常聚集一群微生物在一堆碎屑裡定居並進行分解過程，即生物分解作用之再礦化。在陸地生態系統中，它以枯枝落葉和與土壤混合的其他有機物的形式存在，被稱為「土壤有機物」。水域生态系统的碎屑是懸浮在水中並積聚在水體底部的有機物質。當該層底部為海床（Seabed），在該層沉積的碎屑被稱為「海洋雪」。

## 理論

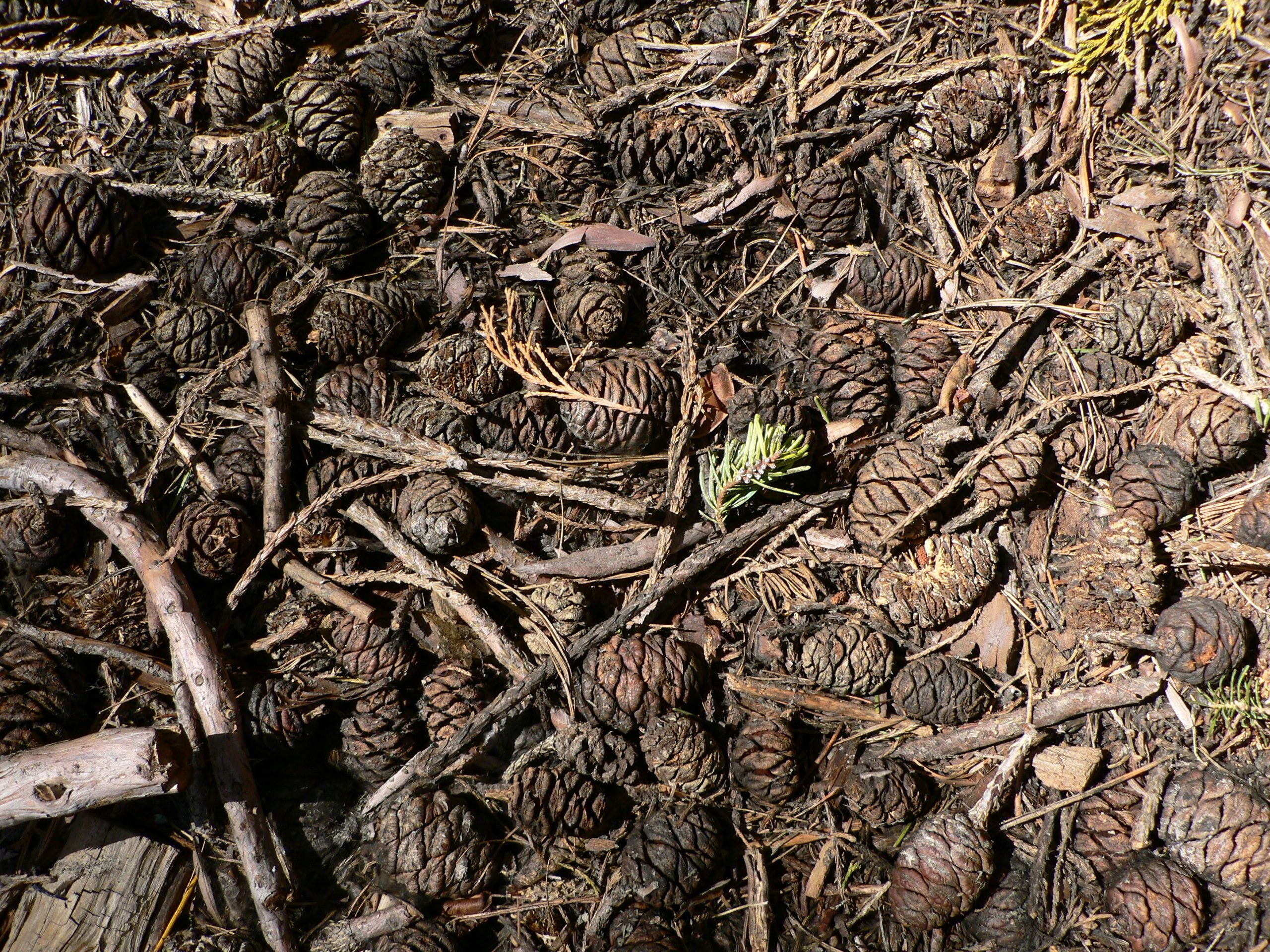
巨杉（Sequoiadendron giganteum）毬果和樹葉、糖松和白冷杉樹葉以及其他枯枝落葉覆蓋優勝美地國家公園（Yosemite National Park）馬里波薩林地（Mariposa Grove）地面並構成小型的生態系統。

由於物理過程和分解者（包括食草動物、細菌和真菌）的分解作用，死亡植物或動物的屍體和殘留物、動物組織產生的物質（例如動物蛻下的皮）和糞便，這些物質將逐漸解體無形。有機物分解的過程分幾個階段進行。以碎屑為食的生物們會迅速消耗吸收蛋白質、脂類和低分子量糖等物質，而其他化合物如複合碳水化合物分解的較慢。這些微生物藉由分解作用降解有機物質，以獲得它們生存和繁殖所需的資源和能量，在分解死亡植物和動物殘留物的同時同化分解化合物以構建更多的生物量（即為成長自體）。當這些微生物死亡時會產生細小的有機顆粒，以微生物為食的生物攝食這些顆粒的話，就會聚積在消費者的腸道內，經過長時間的消化作用變成大顆粒的糞便，而在消化過程中死亡生物體的大部分物質都消失了，不再以任何形式可見及識別，而是以有機細顆粒刑式和即其作為營養的生物體的組合形成碎屑。
在陸地生態系統，碎屑沉積在地面上，其形態如落葉層下的腐殖土。在水生生態系統中，大部分碎屑懸浮在水中，並逐漸沉澱。各種不同類型的物質被水流聚集在一塊，許多都沉澱在緩慢流動的區域。
碎屑是很多生物，特別是動物的營養來源，棲息在泥灘上的底棲生物主要是以這些物質來進食。不過其中排泄物是其他動物消化過程所產生的無用物質，無論具不具有何種能量值，作為營養來源往往是不平衡的，生物不適合將這些物質單獨作為營養來源。然而，有許多微生物在這種充滿殘渣的環境下繁殖。這些微生物不僅能從這些顆粒中吸收營養，更能形塑身體，以便它們能從周圍的區域獲取它們缺乏的資源，並能夠利用排泄物獲取營養來源。碎屑中最重要的成分是複合碳水化合物，它們非常耐受且難以分解，利用碎屑繁殖的微生物會從環境中吸收碳，以及水中的氮和磷等物質合成自體細胞的成分。
碎屑循環（detritus cycle）發生在食碎屑動物（detritivore）、碎屑和在其在上面繁殖的微生物。這種循環發生在居住在泥灘的腹足綱（Gastropoda）食碎屑動物。當這些動物攝食在碎屑繁殖的微生物時，它們主要分解和吸收富含蛋白質的微生物，排出幾乎沒有分解、主要是複合碳水化合物的碎屑，所以這些動物不會去理會它們。剛開始這種糞便是不值得攝取營養的東西，然而在幾天後因碎屑物質成分的變化，微生物又開始在上面繁殖，營養平衡獲得改善，這些動物便又會去進食。受到多次吃碎屑從中攝食獲取營養的微生物的過程，碎屑變薄、破碎，更容易被微生物利用，複雜的碳水化合物也隨著時間的推移不斷分解和消失，然後分解者如細菌和真菌進一步分解和回收食碎屑動物留下的碎屑。
碎屑循環在所謂的淨化過程中發揮著重要作用，即河流攜帶的有機物質被分解消失，並且在海洋資源的繁殖和生長中起著極其重要的作用。在陸地生態系統中，作為通過碎屑鏈的死亡生物的物質分解的基本物質遠多於被活體動物吃掉分解的必需物質。無論是在陸地或水域生態系統，碎屑所起的作用是不可或缺的一環。

## 水域生態系统
與陸地生態系統相比，水生生態系統中的自死亡生物的物質和排泄物通常通過水流運輸；更細小的顆粒會輸送至更遠或懸浮得更久。在淡水中，來自植物的有機物質會在底部形成含有腐殖質的淤泥。這種物質稱為未溶解的有機碳，可分解為溶解的有機碳，並可通過螯合作用與重金屬離子結合。 它還可以分解成有色溶解有機物，例如單寧，一種特定形式的單寧酸。 在鹹水體中，有機物質分解並形成海雪，緩慢沉降到海底。

## 陸地生態系統
碎屑存在於各種陸地生態系統中，包括森林、叢林和草原。在森林中，可根據生物量的多寡來衡量物質比，通常以樹葉、樹枝及其他凋落物和細菌產生的廢物為主。這些物質提供植物幼苗的保護，以及各種節肢動物、爬行動物和兩棲動物的避身處。 有些昆蟲幼蟲則以碎屑為食，而真菌和細菌在食草動物消耗了質量較大的有機物質元素後繼續分解過程，而這些動物對碎屑的進食則物理上地分解有機物質。在分解的後期階段，中溫微生物分解剩餘的碎屑，通過放熱過程產生熱量；這種熱量的產生與跟堆肥溫度升高現象有關。

## 引文
1. ↑  C.M. Hogan, 2008
2. ↑  D.A. Grimaldi, 2005
3. ↑  B.C. Patten, 1975

## 資料來源
- Bernard C. Patten (1975) Systems Analysis and Simulation in Ecology, Academic Press, 607 pages  ISBN 0-12-547203-X
- C. Michael Hogan (2008) "Western fence lizard (Sceloporus occidentalis)", Globaltwitcher, ed. Nicklas Stromberg
- David Author Grimaldi and Michael S. Author (2005) Engelevolution of the insects, Cambridge University Press  ISBN 0-521-82149-5